# Tour de Montbran
La Tour de Montbran, élevée au XIIe siècle par les Templiers, faisait partie d'une commanderie dite « de La Noué » puis à l'époque des Hospitaliers du « Temple de la Caillibotière », également appelé « Temple de Tréhen ». Elle est située à Pléboulle, en France.
Propriété privée en 1780, la tour est à l'abandon total depuis plusieurs siècles.
Il ne reste aujourd'hui qu'un donjon en ruine. Celui-ci se trouvait primitivement au centre d'un revêtement de terre qui a presque disparu.

## Localisation
La Tour de Montbran est bâtie sur un éperon rocheux. Sa situation privilégiée assure une vue imprenable sur l'ancienne voie romaine et son passage franchissant la rivière du Frémur.

## Histoire
Cette possession templière était membre de la commanderie de la Nouée, située à Yvignac-la-Tour.
La tour est inscrite au titre des Monuments historiques depuis 1994 bien qu'elle soit mentionnée dans la liste depuis 1840.

## Description
Le plan octogonal de l'édifice, malgré les côtés irréguliers retenus pour la construction, s'inscrit parfaitement dans un carré que les archéologues désignent « plan rectangulaire ». Chaque angle de l'octogone s'appuie sur les proéminences rocheuses.

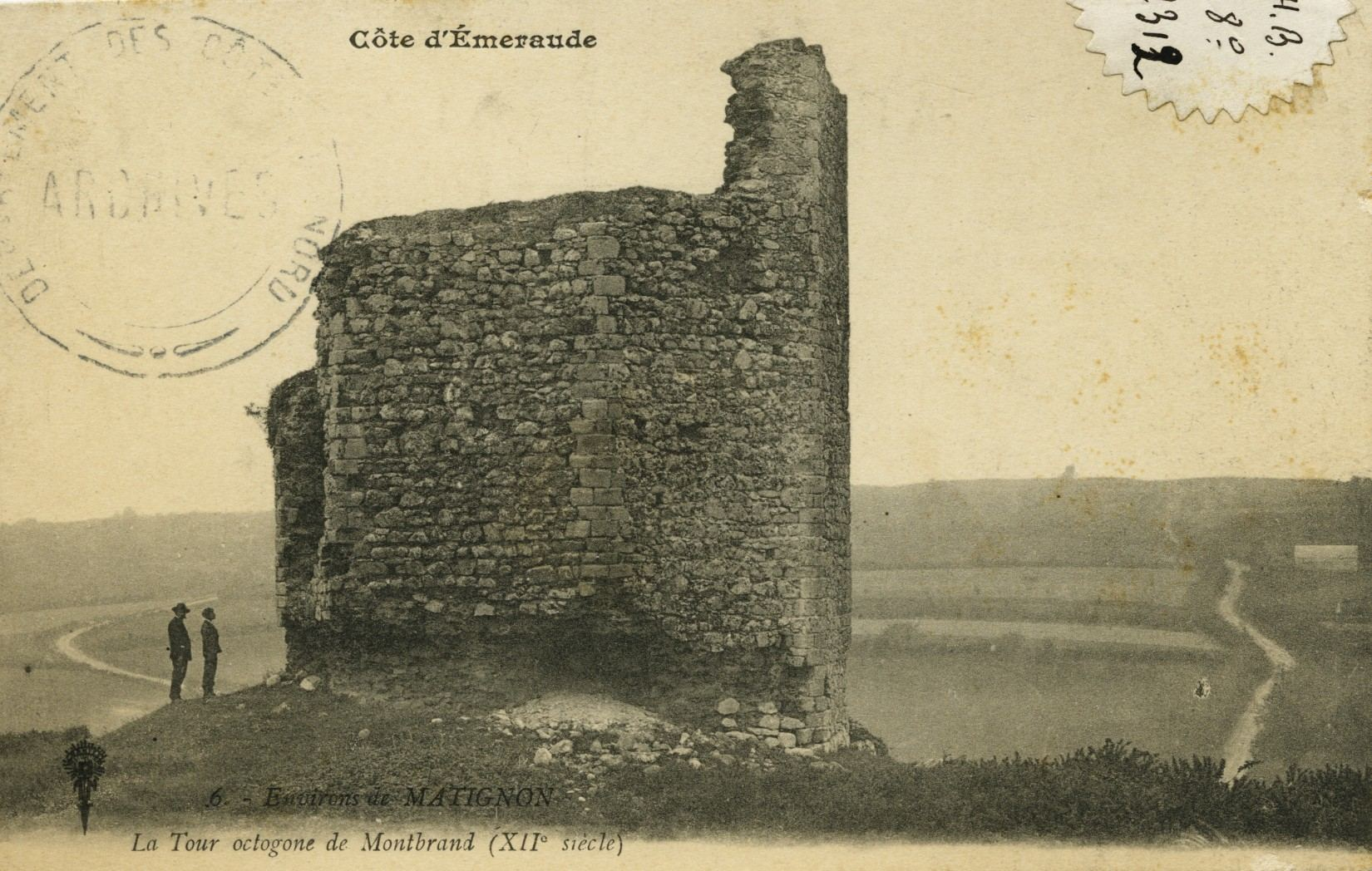
Carte postale de la tour de Montbrand, [1908-1920] - AD22 - 16FI3219

## Sources
- Abbé Amédée Guillotin de Corson, Les Templiers et les Hospitaliers de Saint-Jean de Jérusalem dits Chevaliers de Malte en Bretagne, Laffitte Reprints, 1982 (1re éd. 1902), 306 p. (ISBN 978-2-7348-0065-1, OCLC 17723952, présentation en ligne)